# 新竹縣公車
新竹縣市區公車，為新竹縣政府交通旅遊處作為監理機關的公共汽車路線，經營者為金牌客運、科技之星和捷乘客運。

## 概要
新竹縣公車目前總共由3家業者營運：
- 金牌客運
- 科技之星
- 捷乘客運

## 歷史
- 2010年9月1日：由新竹客運開辦竹北市免費公車60～66路[1][2]
- 2012年4月2日：開辦新竹縣快捷1、2、3號[3]，由金牌客運營運
- 2012年7月9日：開辦新竹縣快捷5、6號，由新竹客運營運[4]
- 2013年11月30日：開辦新竹縣快捷7號，由科技之星行駛，使用電動公車。2014年5月30日起收費[5]
- 2014年1月：開辦新竹縣醫療專車[6]
- 2014年11月17日：新竹縣快捷2號部分班次延駛寶山[7]
- 2015年4月2日：新竹縣快捷2、3號停駛[8]，快捷1號縮駛至金山街口止[9]
- 2015年7月：新竹縣快捷公車全面收費
- 2016年1月5日：開辦新竹縣快捷8號，由金牌客運營運 (2月15日開辦經興隆大橋支線)
- 2016年2月1日：開辦觀光1號、觀光2號，由金牌客運營運[10]
- 2017年：開辦新竹縣觀光3號，由新通客運營運
- 2018年：開辦新竹縣觀光5號，由金牌客運營運
- 2019年5月1日：快捷6號部分班次繞行華龍村[11]
- 2020年4月：新竹縣觀光3號全面改假日行駛
- 2020年9月1日：新竹縣觀光3號全面停駛[12]，新竹縣快捷5號、6號由科技之星接駛[13]
- 2020年9月5日：開辦新竹縣觀光6號，由科技之星行駛[14]。籌備觀光7號（高鐵新竹站－小叮噹科學主題樂園）[15]
- 2021年1月1日起竹北市60，61，62，63，65，66免費公車改由科技之星接駛
- 2021年3月1日起竹北市68免費公車白地、尚義線由科技之星行駛
- 2022年3月14日：因小熊博物館停止營業，新竹縣觀光5號全面停駛[16]
- 2022年5月3日：竹北市免費公車68路部分班次繞行明新科技大學[17]
- 2022年6月12日：快捷9號（高鐵新竹站－新竹火車站）、快捷10號（高鐵新竹站－明新科大）辦理招標，由福和客運得標。
- 2022年8月30日：開辦觀光8號（高鐵新竹站－觀霧國家森林遊樂區），由金牌客運營運[18]
- 2023年7月：福和客運因無法如期營運快捷9號（高鐵新竹站－中華路－新竹火車站）、快捷10號（高鐵新竹站－明新科大）遭解約。
- 2024年10月：快捷9號（勝利八街－新竹火車站）辦理招標，由亦捷科際得標。
- 2025年2月11日：快捷9號開始試營運，但上午班次因司機調度問題而無法順利發出。縣長楊文科已指示與亦捷科際解除合作關係，並協調捷乘客運代駛。

## 目前營運路線

### 快捷公車
- 標示者為全線配置無障礙公車；標示者為全線提供Wi-Fi連線服務。

| 編號    | 營運區間                     | 經營業者 | 備註                                                                                | 備註 |
| ------- | ---------------------------- | -------- | ----------------------------------------------------------------------------------- | ---- |
| 快捷1號 | 新竹縣政府－科學園區－金山街 | 金牌客運 | 一段票收費，僅平日行駛。                                                            |      |
| 快捷5號 | 湖口工業區－高鐵新竹站       | 科技之星 | 兩段票收費，部分班次繞駛明新科技大學。                                              |      |
| 快捷6號 | 竹東火車站－內灣大橋         | 科技之星 | 兩段票收費，部分班次延駛尖石鄉公所，部分班次繞駛龍華村。                            |      |
| 快捷7號 | 竹北市公所－高鐵新竹站       | 科技之星 | 一段票收費                                                                          |      |
| 快捷8號 | 台大竹東分院－竹北火車站     | 金牌客運 | 四段票收費，部分班次經興隆大橋。                                                    |      |
| 快捷9號 | 勝利八街－新竹高商           | 捷乘客運 | 2025年2月11日起試營運，但亦捷科際無法開出早上班次被縣政府解約，並協調捷乘客運代駛。 |      |

### 觀光公車
- 標示者為全線配置無障礙公車；標示者為全線提供Wi-Fi連線服務。

| 編號    | 營運區間                     | 經營業者 | 備註                                   | 備註 |
| ------- | ---------------------------- | -------- | -------------------------------------- | ---- |
| 觀光1號 | 高鐵新竹站－九芎湖休閒農業區 | 金牌客運 | 二段票收費，僅假日行駛。               |      |
| 觀光2號 | 高鐵新竹站－六福村           | 金牌客運 | 三段票收費，僅假日行駛。               |      |
| 觀光6號 | 竹東火車站－大山背－內灣     | 科技之星 | 二段票收費，僅假日行駛。               |      |
| 觀光8號 | 高鐵新竹站－觀霧山莊         | 金牌客運 | 台灣好行觀霧線；里程收費，僅每日行駛。 |      |

### 竹北市免費市民公車
- 標示者為全線配置無障礙公車；標示者為全線提供Wi-Fi連線服務。

| 編號 | 營運區間                 | 經營業者 | 備註                                                         | 備註 |
| ---- | ------------------------ | -------- | ------------------------------------------------------------ | ---- |
| 60   | 家樂福竹北店－高鐵新竹站 | 科技之星 | 高鐵、六家線（先經中華路，部分班次行經東方荷蘭）。           |      |
| 61   | 家樂福竹北店－高鐵新竹站 | 科技之星 | 高鐵、六家線（先經福興東路，部分班次行經中山路、東方荷蘭）。 |      |
| 62   | 家樂福竹北店－蓮花寺     | 科技之星 | 鳳岡線。                                                     |      |
| 63   | 家樂福竹北店－新港村     | 科技之星 | 新港線。                                                     |      |
| 65   | 家樂福竹北店－麻園       | 科技之星 | 麻園、溪州線（先經溪州路）。                                 |      |
| 66   | 家樂福竹北店－麻園       | 科技之星 | 麻園、溪州線（先經新興路）。                                 |      |
| 68   | 家樂福竹北店－蓮花寺     | 科技之星 | 部分班次繞行明新科大。                                       |      |

## 已停駛路線

### 快捷公車
- 標示者為全線配置無障礙公車；標示者為全線提供Wi-Fi連線服務。

| 編號    | 營運區間             | 經營業者 | 備註 | 備註 |
| ------- | -------------------- | -------- | ---- | ---- |
| 快捷2號 | 喜來登飯店－科學園區 | 金牌客運 |      |      |
| 快捷3號 | 六家國中－科學園區   | 金牌客運 |      |      |

### 醫療專車
- 標示者為全線配置無障礙公車；標示者為全線提供Wi-Fi連線服務。

| 編號    | 營運區間     | 經營業者 | 備註                                                    | 備註 |
| ------- | ------------ | -------- | ------------------------------------------------------- | ---- |
| 醫專1號 | 珊珠湖－竹東 | 新竹客運 | 公路客運5609A，未移撥至新竹縣公車，僅冠名愛心醫療公車。 |      |
| 醫專2號 | 獅山－竹東   | 新竹客運 | 公路客運5626A，未移撥至新竹縣公車，僅冠名愛心醫療公車。 |      |
| 醫專3號 | 新豐－竹北   | 新竹客運 |                                                         |      |
| 醫專5號 | 寶山－竹北   | 金牌客運 |                                                         |      |
| 醫專6號 | 清泉－竹東   | 新竹客運 | 公路客運5630A，未移撥至新竹縣公車，僅冠名愛心醫療公車。 |      |
| 醫專7號 | 關西－竹北   | 金牌客運 |                                                         |      |

### 觀光公車
- 標示者為全線配置無障礙公車；標示者為全線提供Wi-Fi連線服務。

| 編號    | 營運區間                   | 經營業者 | 備註         | 備註 |
| ------- | -------------------------- | -------- | ------------ | ---- |
| 觀光3號 | 高鐵新竹站－新豐紅毛港     | 新通客運 |              |      |
| 觀光5號 | 高鐵新竹站－關西小熊博物館 | 金牌客運 | 僅假日行駛。 |      |

### 新埔偏鄉免費公車
- 標示者為全線配置無障礙公車；標示者為全線提供Wi-Fi連線服務。

| 編號   | 營運區間     | 經營業者 | 備註 | 備註 |
| ------ | ------------ | -------- | ---- | ---- |
| 新北線 | 新埔－涼傘頂 | 新竹客運 |      |      |
| 內立線 | 新埔－雲東橋 | 新竹客運 |      |      |

## 費用
每段票全票15元、半票8元，可車上投幣或使用悠遊卡、一卡通電子票證付款。

## 註解
1. ↑  .   [2022-06-15]. （原始内容存档于2022-06-15）.
2. ↑  .   [2022-06-15]. （原始内容存档于2022-06-15）.
3. ↑  .   [2022-06-28]. （原始内容存档于2021-11-01）.
4. ↑  新竹縣HTS快捷公車 快捷5號、6號公車7/9開跑上路！
5. ↑  .   [2022-06-15]. （原始内容存档于2022-06-15）.
6. ↑  .   [2022-06-15]. （原始内容存档于2022-06-15）.
7. ↑  .   [2022-06-15]. （原始内容存档于2022-06-15）.
8. ↑  新竹縣智慧公車便民查詢網-最新公告-快捷公車2號、3號停駛公告
9. ↑  .   [2022-06-15]. （原始内容存档于2015-06-20）.
10. ↑  .   [2022-06-15]. （原始内容存档于2022-06-15）.
11. ↑  .   [2022-06-15]. （原始内容存档于2022-05-01）.
12. ↑  .   [2022-06-15]. （原始内容存档于2022-06-15）.
13. ↑  .   [2022-06-15]. （原始内容存档于2022-06-15）.
14. ↑  .   [2022-06-15]. （原始内容存档于2022-06-15）.
15. ↑  台灣好行遊竹縣 - 為了讓大家有更方便的轉乘方式，獅山線整合縣內觀光巴士，可以在高鐵新竹站及竹東火車站作為轉乘唷！... | Facebook
16. ↑  .   [2022-06-15]. （原始内容存档于2022-05-21）.
17. ↑  明新科技大學 - ＃公車進校園 竹北市民免費公車-68路，即日起正式進入校園，一日三班，時刻表如圖。... | Facebook
18. ↑  .   [2022-06-15]. （原始内容存档于2022-06-15）.

## 外部連結
- 新竹縣智慧公車便民查詢網 （页面存档备份，存于）